# Ulpia Noviomagus Batavorum

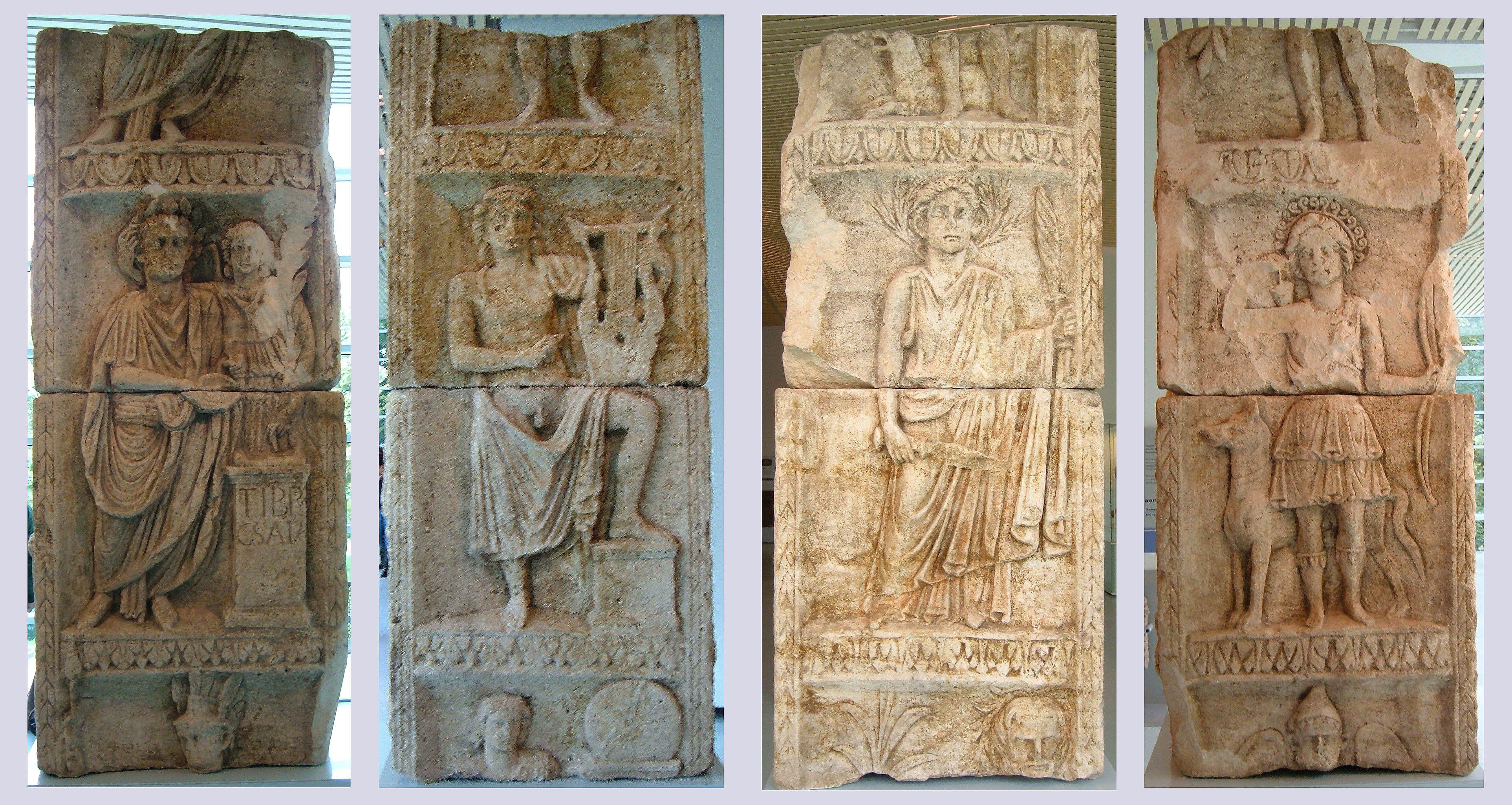
Triumphsäule des Tiberius, Noviomagus Batavorum, 15 n. Chr.,
FO: Kastell Valkhof, AO: Museum Het Valkhof

Ulpia Noviomagus Batavorum ist der Name eines ehemaligen römischen Municipiums, aus dem später die Stadt Nijmegen in der heutigen niederländischen Provinz Gelderland entstand.
Ulpia Noviomagus Batavorum entwickelte sich aus der zivilen Siedlung Oppidum Batavorum (Stadt der Bataver), auch Batavodurum, die bei einem römischen Legionslager aus den Canabae dieses Lagers heraus entstanden war. Das Legionslager war bereits zu Beginn des zweiten vorchristlichen Jahrzehnts auf dem Hunnerberg angelegt worden und beherbergte neben mindestens einer Legion (darunter wahrscheinlich die Legio VIII Augusta) vermutlich auch batavische Auxiliartruppen. 12 v. Chr. wurde es durch ein kleineres Vexillationskastell auf dem benachbarten Kops Plateau ersetzt, bis dieses im Zusammenhang mit dem Bataveraufstand aufgelassen wurde. Ein neues Lager wurde bald nach den Ereignissen des Vierkaiserjahres, diesmal erneut auf dem Hunnerberg und erneut als Legionslager, vielleicht von der Legio II Adiutrix errichtet und war in der Folgezeit einer der wichtigsten Stützpunkte in der römischen Provinz Germania inferior. Von 71 bis 104 war dort die Legio X Gemina pia fidelis stationiert. Mit ihrer Stationierung ging ein wirtschaftlicher Aufschwung der Region einher. Nach deren Verlegung auf den Balkan nutzten die Legio XXX Ulpia Victrix aus Vetera und die Legio VIIII Hispana aus Eboracum noch für kurze Zeit das Lager, bis es spätestens um 175 vom Niedergermanischen Heer der Römer (Exercitus Germaniae inferioris) aufgegeben wurde. Vermutlich unter Kaiser Valentinian I. wurden die an der Straße nach Lugdunum Batavorum (Katwijk) liegenden, verfallenen Kastelle, die gegen Ende des dritten Jahrhunderts letztmals errichtet worden waren, darunter auch in Noviomagus, noch einmal instand gesetzt, um die Getreidelieferungen aus Britannien für die Rheinarmee zu sichern. Zu Beginn des 5. Jahrhunderts endete die römische Vorherrschaft am Rhein.
Die zivile Siedlung wurde unter Trajan verlegt, änderte ihren Namen in Noviomagus Batavorum (keltisch/lateinisch: „der neue Markt der Bataver“), erhielt das Marktrecht und wurde nach dem Gentilnamen des Kaisers, Ulpius, mit Ulpia bezeichnet. Als sie gegen Ende des 2. Jahrhunderts zum Municipium erhoben wurde, hatte sie bereits an die 6000 Einwohner und war damit nach der Colonia Claudia Ara Agrippinensium und der Colonia Ulpia Traiana die drittgrößte Stadt der Provinz Germania inferior und in spätrömischer Zeit mit immerhin noch 1000 bis 1300 Einwohnern eine bedeutende Stadt der Provinz Germania secunda. Mit dem Abzug der römischen Truppen bis 410 wurde sie fränkisch.

## Lage

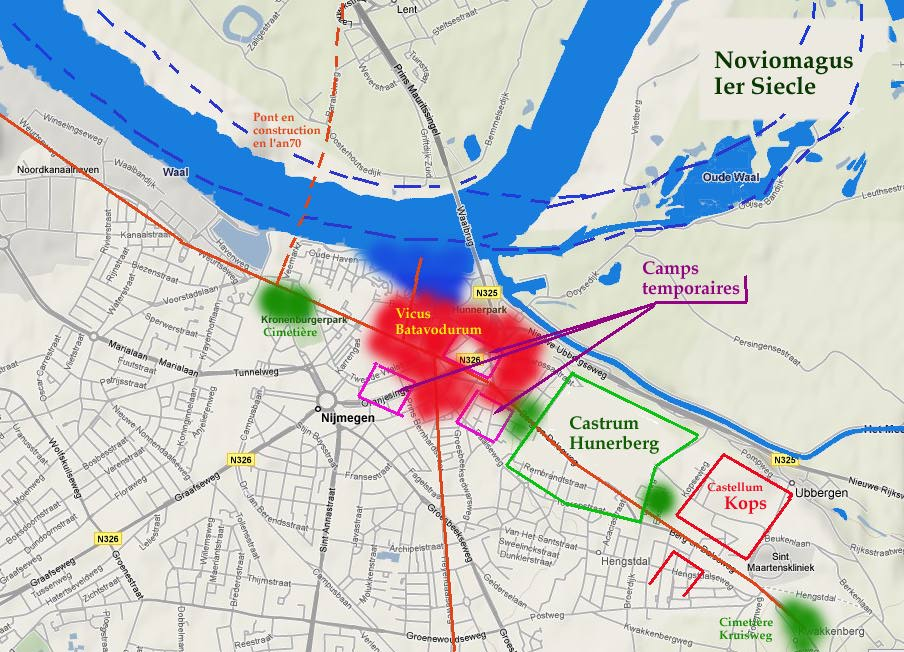
Noviomagus Batavorum im 1. Jahrhundert

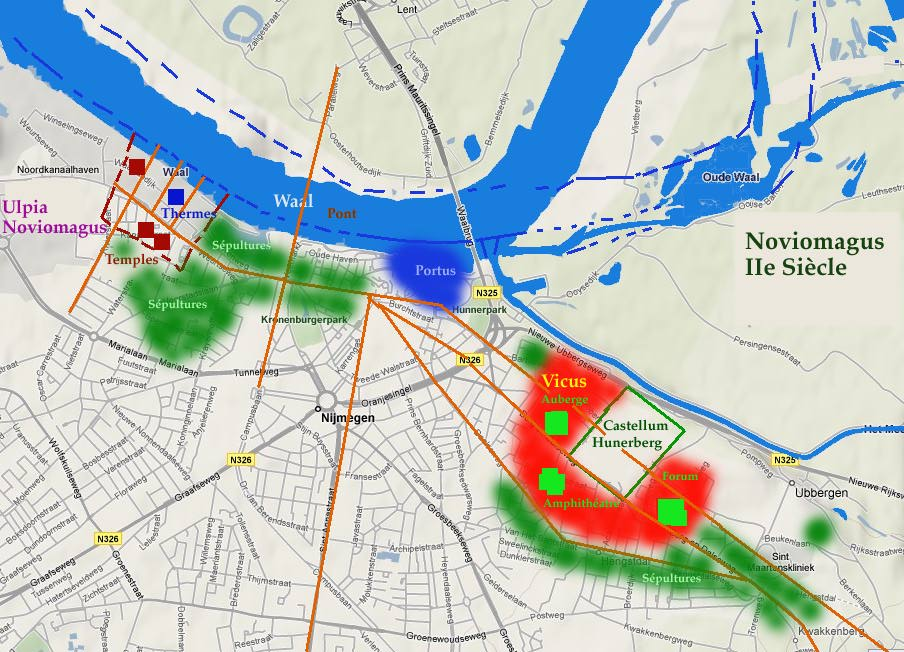
Noviomagus Batavorum im 2. Jahrhundert

Die römischen Relikte Nijmegens befinden sich am südlichen Ufer der Waal, am Fuße einer glazialen Stauchmoräne aus der Saalekaltzeit, die sich von Südosten her nach Nordwesten durch das niederrheinische Flachland hindurch auf das Knie der Waal bei Nijmegen zu erstreckt. Die Moräne bildet mit ihrem nördlichen Steilhang einen natürlichen Sperrgürtel, der von einer Höhe von 65 m NAP im Südosten auf rund 10 m NAP im Nordwesten abfällt. Dabei entstand ein plateauförmiges Relief mit kleineren Einschnitten auf der Nord- und einem Tal auf der Südseite. Der ostsüdöstliche Teil dieses Höhenzuges ist das Kops Plateau, der westnordwestliche der Hunnerberg. Von diesem Höhenzug aus entfaltet sich das Rhein-Maas-Delta nach Westen. In der Region stießen zwei Hauptverkehrswege zusammen, die Rheintalstraße und eine Verkehrsader, die dem Verlauf der Maas folgte. Die Tabula Peutingeriana sah Noviomagus Batavorum im Kreuzungspunkt einer Strecke, die von Argentoratum via Harenatium herankam und von Noviomagus aus weiter über Castra Herculis nach Lugdunum Batavorum verlief, sowie einer Trasse, die von Ceuclum kommend via Ad Duodecimum parallel zur ersten Verbindung nach Traiectum führte.
Im heutigen Stadtbild sind die Bodendenkmäler folgendermaßen verteilt:
- Das Kastell auf dem Kops Plateau befand sich im gleichnamigen Park, dessen Gelände kaum bebaut ist.
- Das Kastell Hunnerberg lag im Osten des gleichlautenden Stadtteils, etwa zwischen dem Ubbergseweg im Norden, dem Berg en Dalseweg im Süden, dem Broerweg im Osten und der Charles Estourgiestraat im Westen.
- Das Kastell Valkhof lag am östlichen Rande des Stadtzentrums in einem Park gleichen Namens.
- Im westlichen Teil des Stadtzentrums befand sich das Municipium Noviomagus Batavorum, unmittelbar südlich der Waal und östlich der Eisenbahntrasse, welche den Fluss überquert. An dieser Stelle stand in antiker Zeit auch die römische Brücke.[5]
- Alle militärischen Anlagen waren von Zivilsiedlungen umgeben, und längs ihrer Ausfallstraßen erstreckten sich Gräberfelder.[6]

Auch außerhalb des heutigen Stadtgebietes sind die römischen Relikte entsprechend vertreten, beispielsweise:
- Das Aquädukt verläuft in weiten Abschnitten über das Gebiet der südöstlich Nijmegens gelegenen Gemeinde Berg en Dal.
- Ebenfalls auf dem Gebiet von Berg en Daal befand sich eine von den Legionären aus Noviomagus betriebene Töpfereimanufaktur,[7][8] in der die so genannte Holdeurner Irdenware produziert wurde. Sowohl der ehemalige Produktionsbereich[9] als auch der Wohnbereich[10] dieses Betriebes stehen als Rijksmonumente unter Denkmalschutz.
- Siedlungsspuren[11] befinden sich in demselben Gebiet, insbesondere im Ortsteil Ubbergen.[12]
- Weitere Siedlungsspuren, vermutlich die Reste zweier Villae rusticae, sind im Bereich der westlich von Nijmegen gelegenen Gemeinde Beuningen vorhanden. Eine der Villae[13] befindet sich im Ortsteil Ewijk, die andere[14] im Ortsteil Winssen.[15]

## Quellen und Forschungsgeschichte

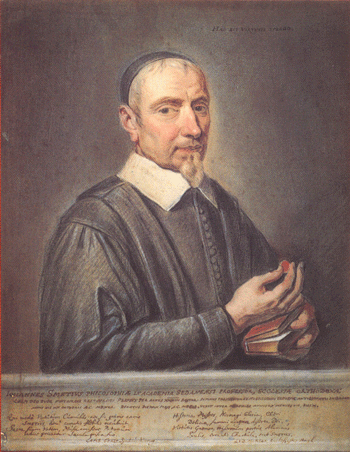
Johannes Smetius
Pastellkopie von Rutger von Langerfeld (1669) nach einem älteren Gemälde (1630–1640)
AO: Museum Het Valkhof

## Vorgeschichte

Prähistorische Funde aus der Provinz Gelderland
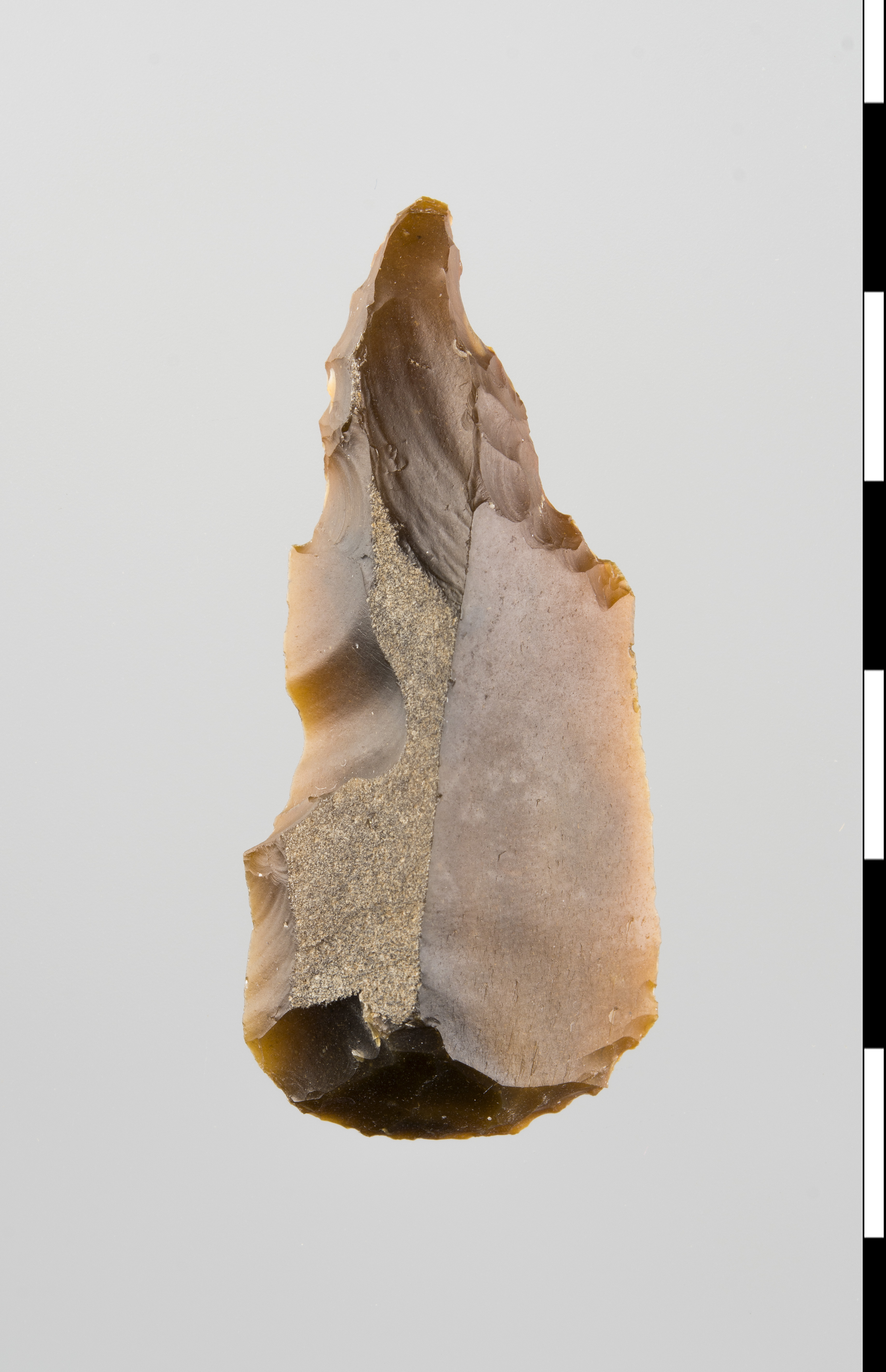
Kombinationswerkzeug: Ahle und Schaber, Jungpaläolithikum, sog. Hamburger Kultur, ca. 12.900 bis 11.800 v. Chr., FO: Barneveld-Stroe AO: Museum Het Valkhof
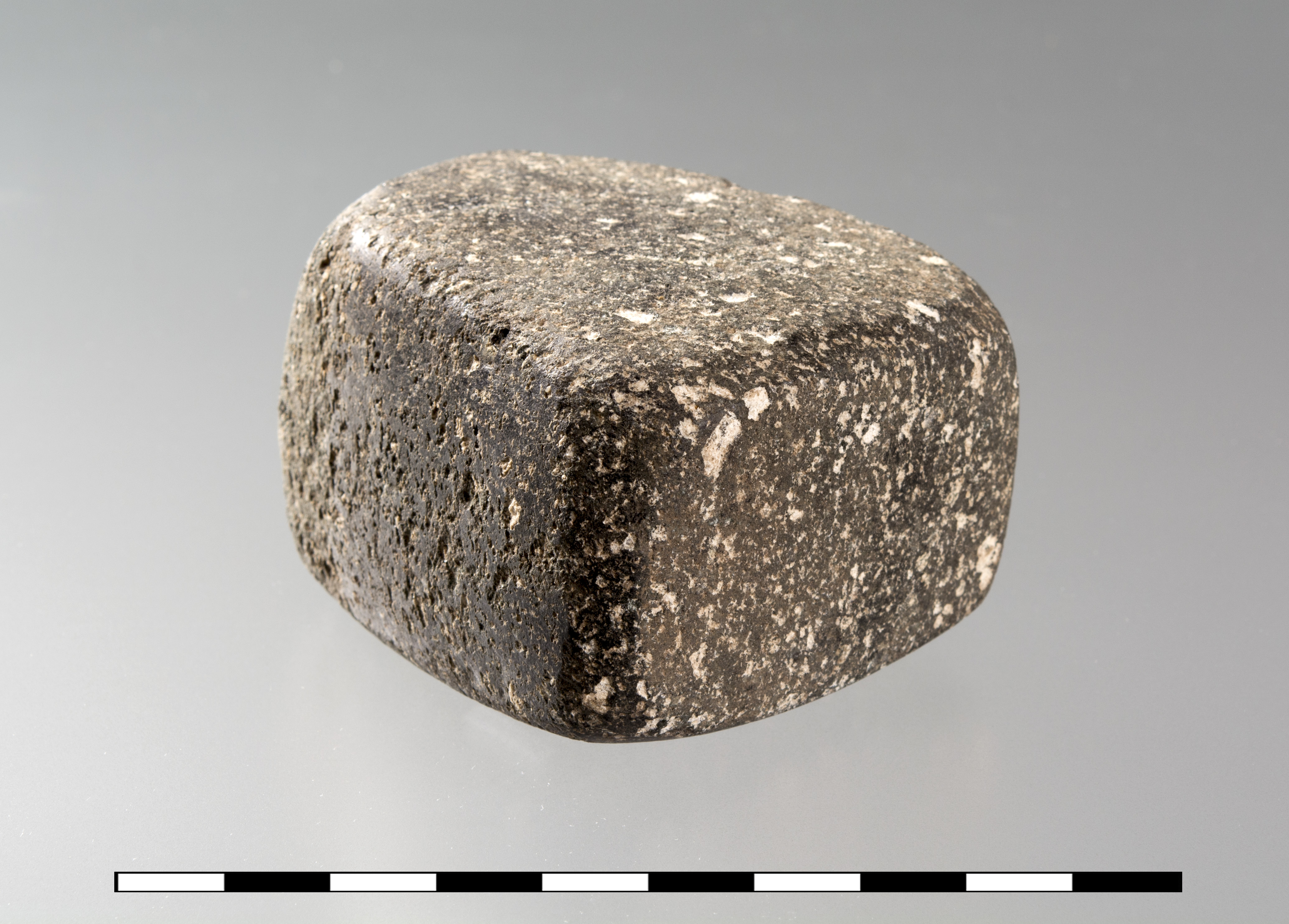
Schlafstein, Spätneolithikum B, ca. 2450 bis 2000 v. Chr. FO: Hengelo AO: Museum Het Valkhof
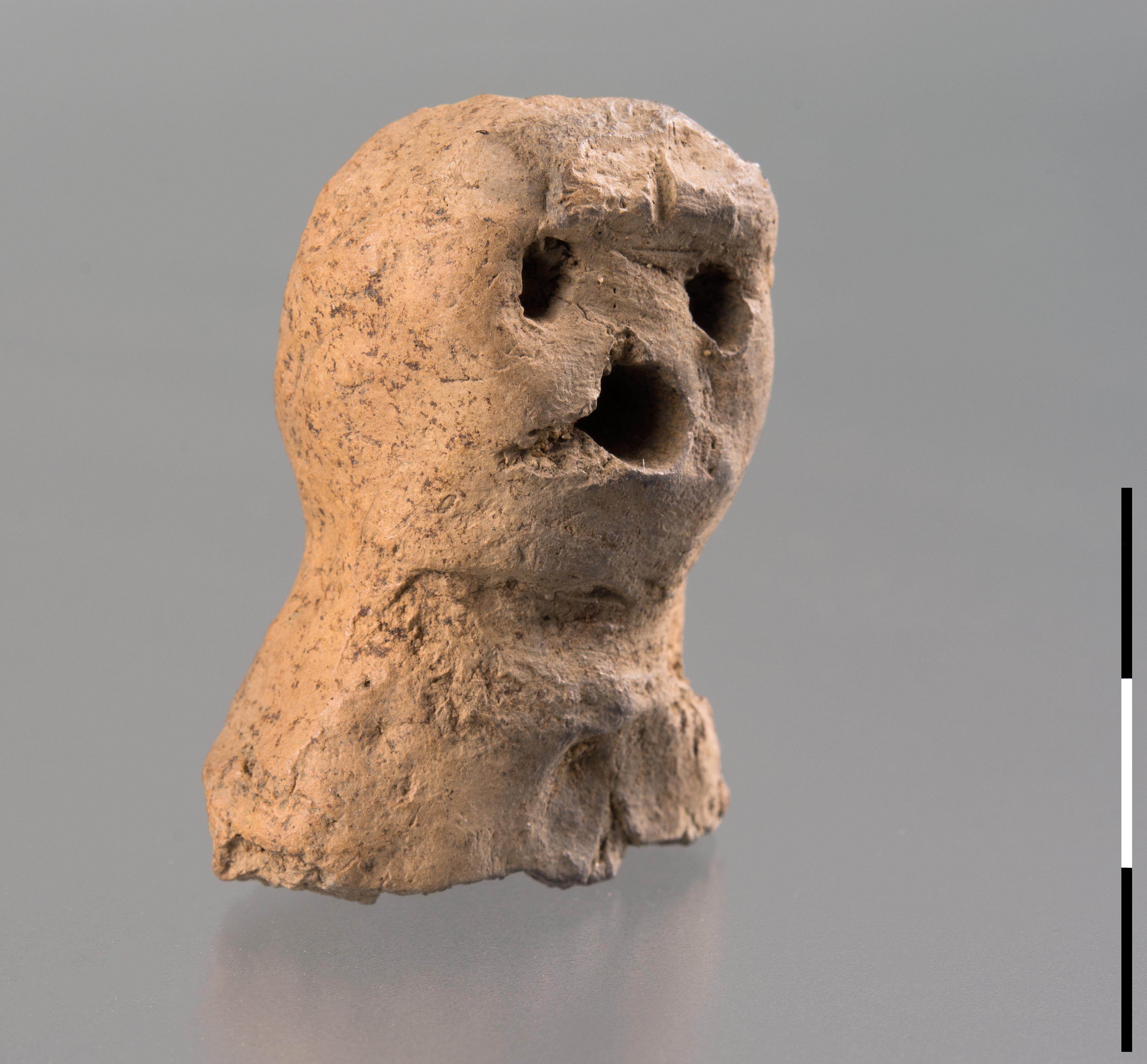
Figurine aus Lehm, Bronzezeit, ca. 1000 bis 800 v. Chr. FO: Wijchen AO: Museum Het Valkhof
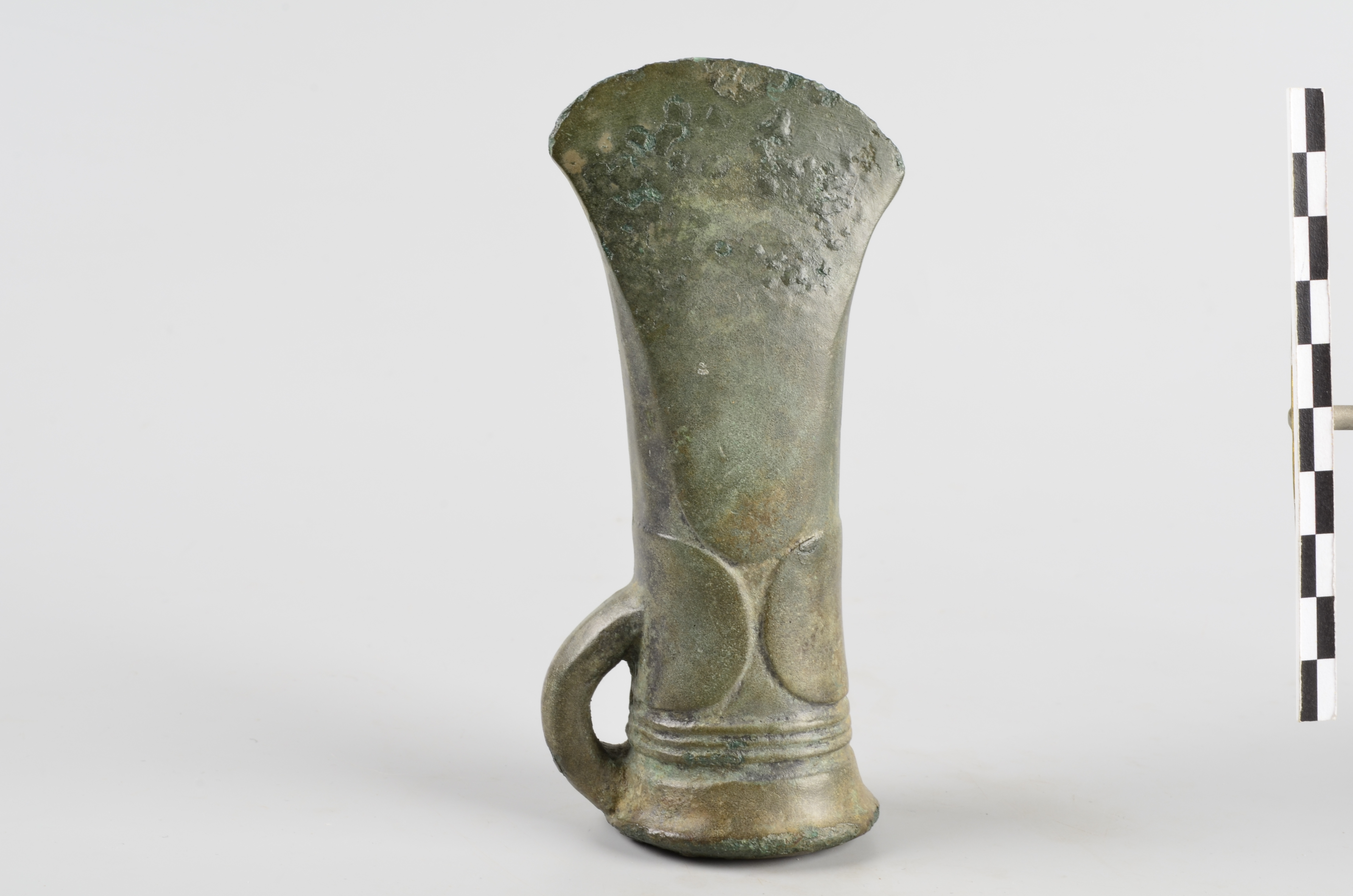
Bronzeaxt Bronzezeit, ca. 1000 bis 800 v. Chr. FO: Tiel AO: Museum Het Valkhof
Armband aus Bronze Mittlere Eisenzeit (500 bis 250 v. Chr.) FO: Meteren (Gelderland) AO: Museum Het Valkhof

#### Kops Plateau, 1. Phase (12/10 v. Chr. bis um 10 n. Chr.)

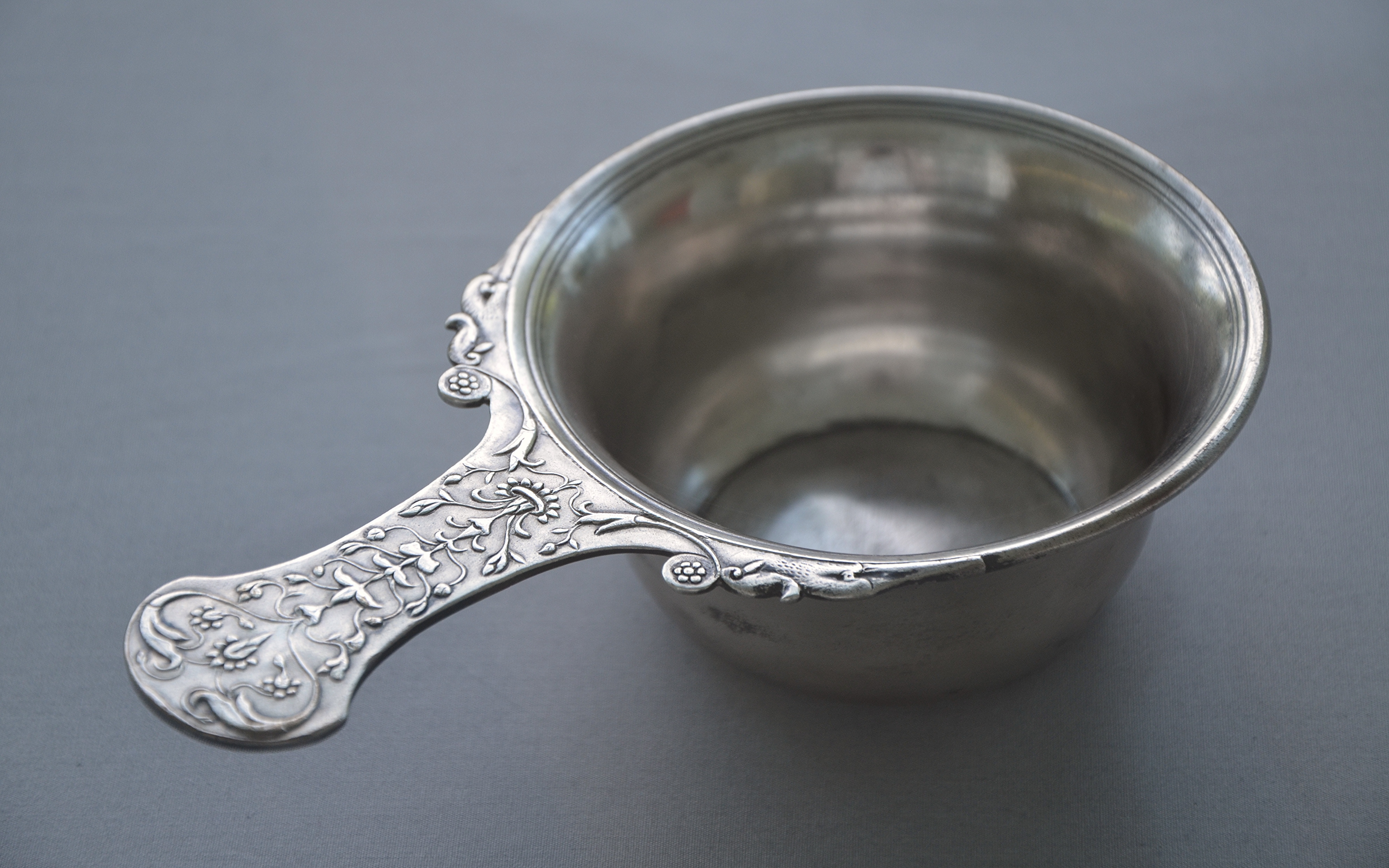
Silberne Saucenkasserolle, möglicherweise vom Kops Plateau
Datierung: unbekannt
FO: unbekannt
AO:Museum Het Valkhof

#### Kops Plateau, 3. Phase (35/40 bis 69 n. Chr.)

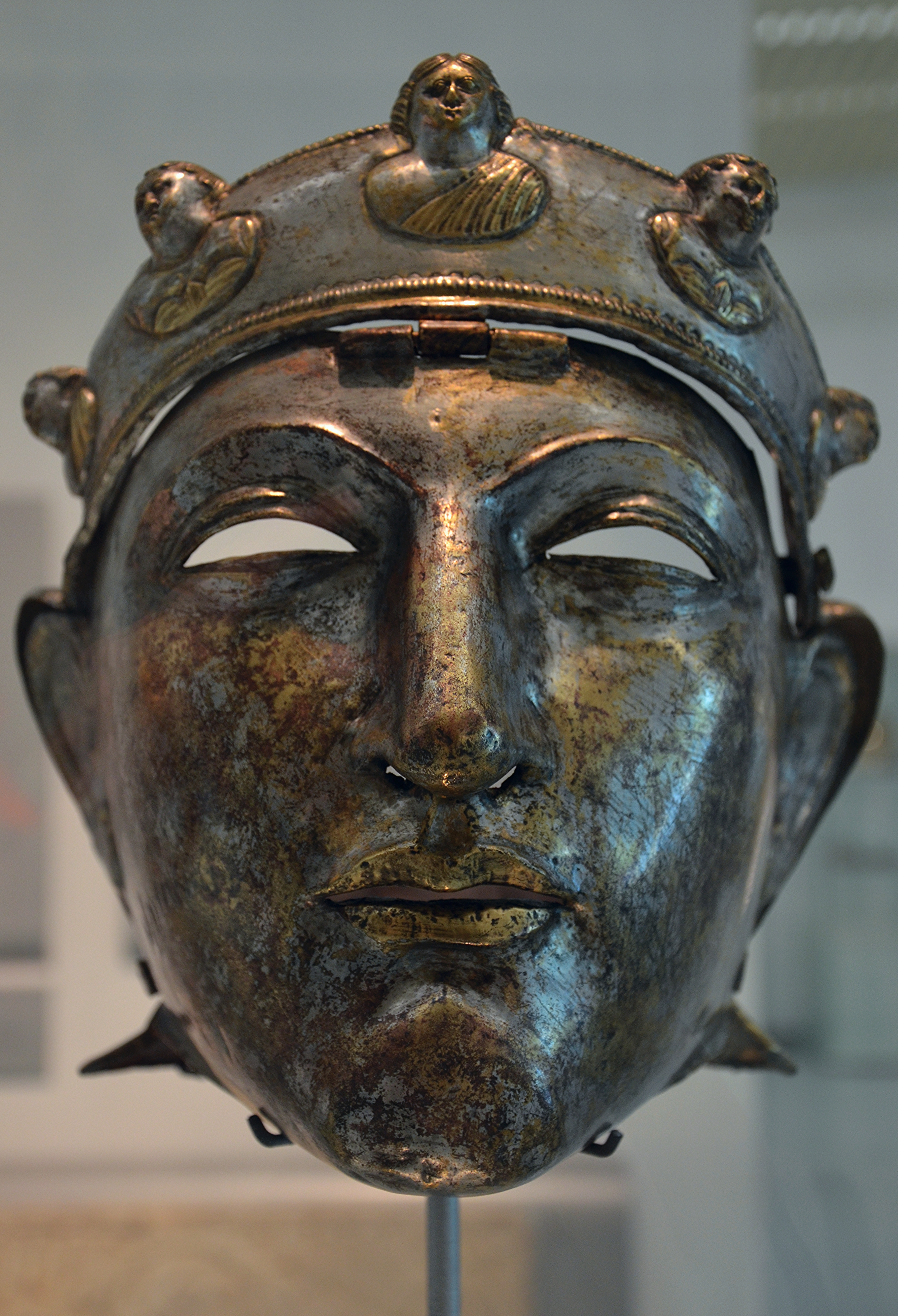
Mit Silber überzogene, eiserne Reitermaske, wie sie auch auf dem Kops Plateau gefunden wurde.
Datierung: 2. Hälfte 1. Jahrhundert.
FO: Waal bei Nijmegen
AO: Museum Het Valkhof

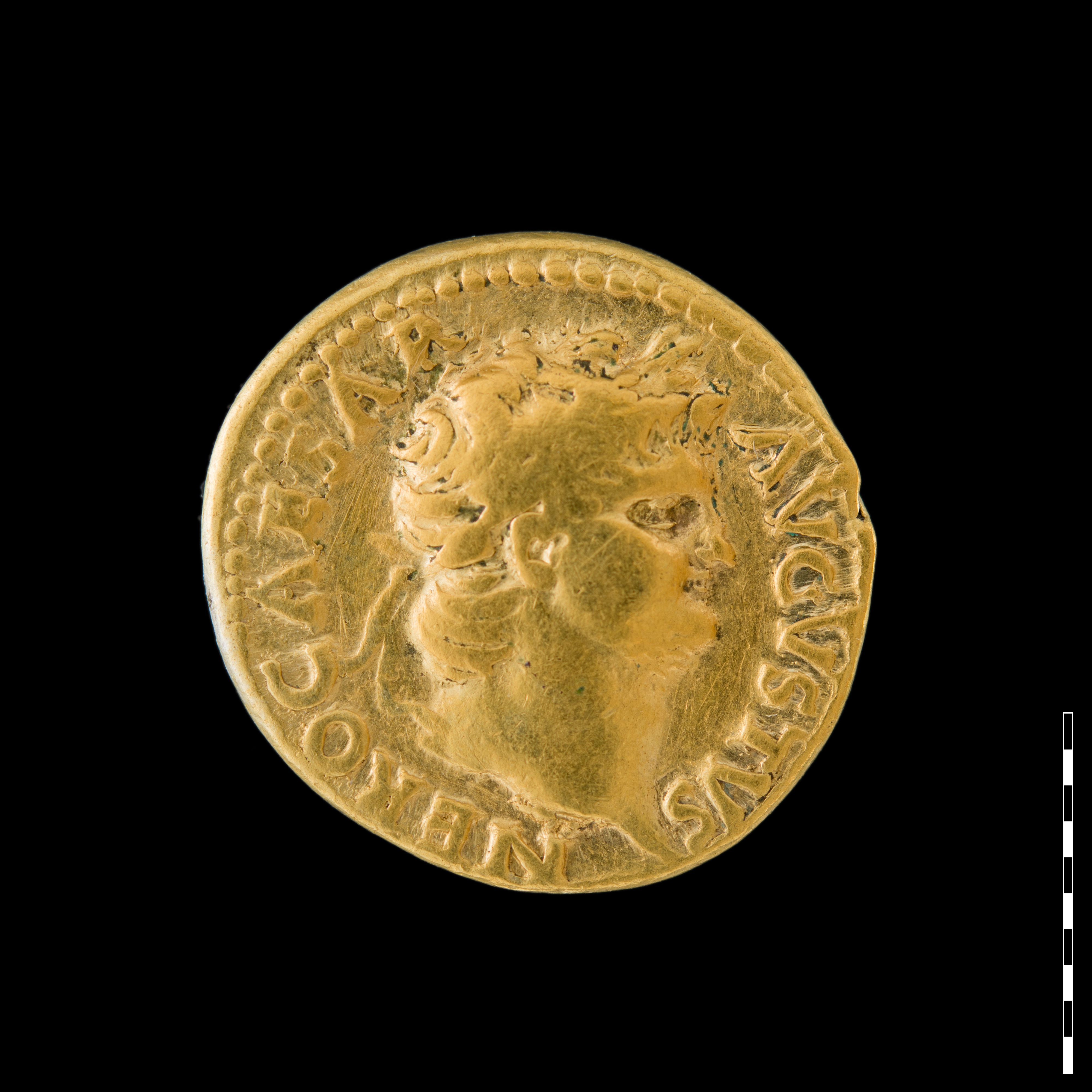
Aureus des Nero vom Kops Plateau, geprägt um 65/66
FO: Canabae legionis der Legio X
AO: Museum Het Valkhof

#### Einsatz der Legio VIII Augusta

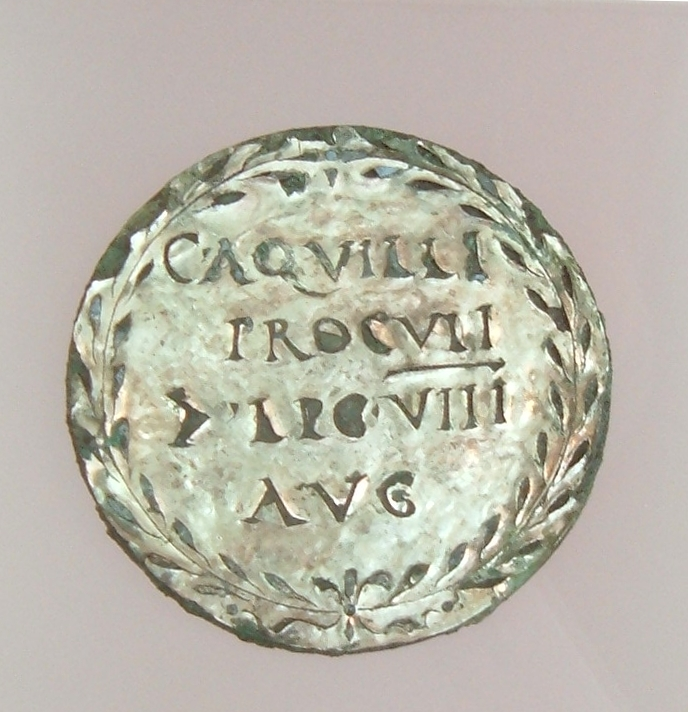
Medaille des Caius Aquilus Proculus, Centurio der Legio VIII Augusta
Datierung: um 70 n. Chr.
FO: Kops Plateau
AO: Museum Het Valkhof

### Hunnerberg, 2. bis 4. Phase

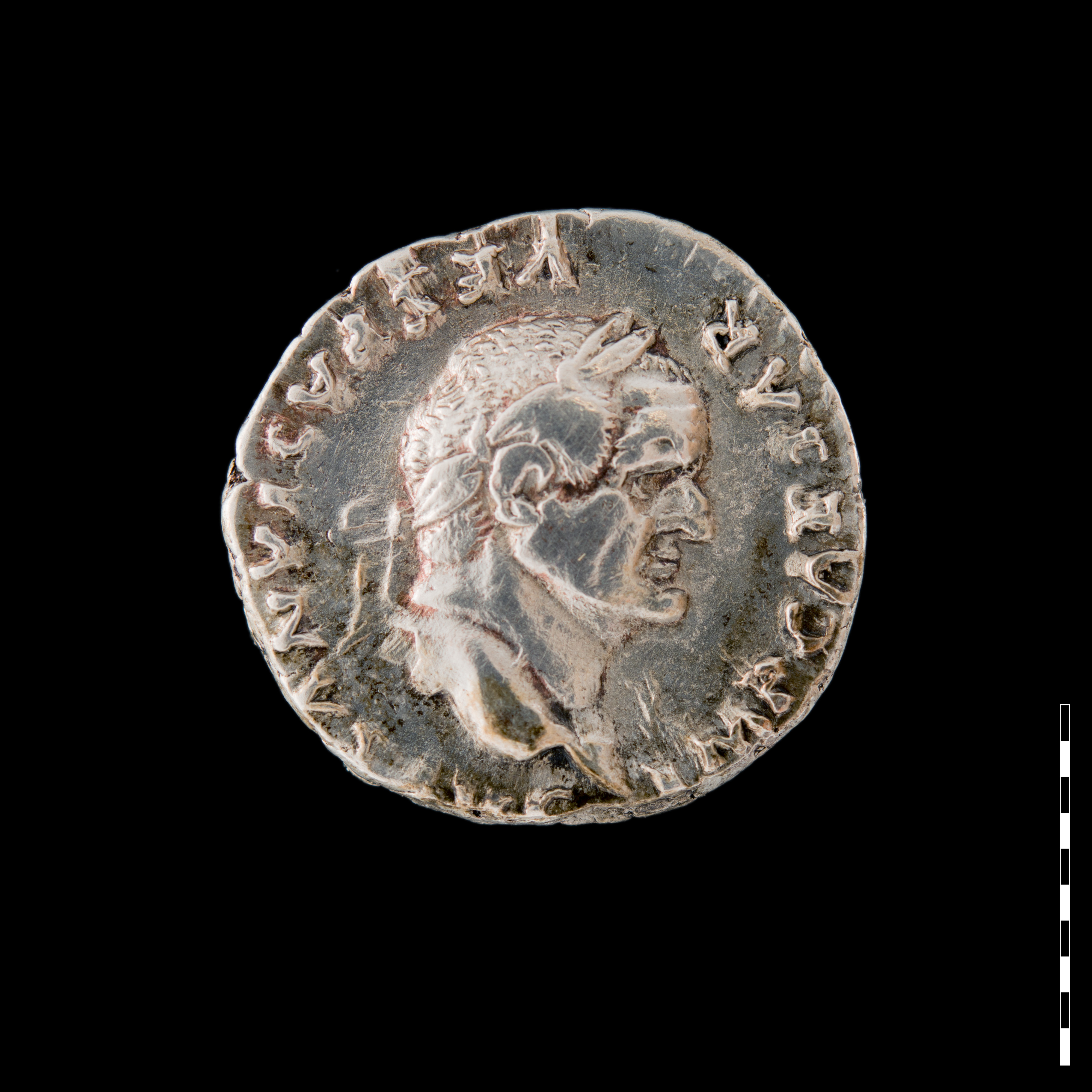
Silberner Denar des Vespasian vom Hunnerberg, geprägt 75
FO: Canabae legionis Hunnerberg
AO: Museum Het Valkhof